# Lesnoj
Lesnoj (rusky Лесной) je uzavřené město ve Sverdlovské oblasti v Ruské federaci. Při sčítání lidu v roce 2010 měl přes padesát tisíc obyvatel.

## Poloha
Lesnoj leží na řece Tuře na západě Sverdlovské oblasti u východních výběžků Uralu. Od Jekatěrinburgu je vzdálen přibližně 200 kilometrů na sever. Blízká města jsou Nižňaja Tura ležící východně v přímém sousedství, Kačkanar osmnáct kilometrů na severozápad a Verchňaja Tura necelých třicet kilometrů na jih.

## Dějiny
Lesnoj byl založen v roce 1947 a coby uzavřené město chráněné tajemstvím se až do roku 1994 nazýval Sverdlovsk-45.
Městem je Lesnoj od roku 1954.

### Rodáci
- Alexandr Popov (*1971), plavec